# 시반 레비
시반 레비(히브리어: סיון לוי, 영어: Sivan Levy, 1987년 6월 4일 ~ )는 이스라엘의 싱어송라이터, 배우, 영화 감독이다. 제24회 오빌상 여우주연상 수상자이다.